# 鬥牌傳說
《鬥牌傳說》（日语：アカギ ～闇に降り立った天才～）是日本漫画家福本伸行麻将系列漫画的代表作之一。《近代麻雀》（竹書房）在1992年4月号-2018年3月1日号（同年2月1日発売）隔号（月1）連載。

## 劇情简介
在一个不平静的雨夜，一个偏僻的麻将馆内，一个雪色头发的少年推门进来。正在陷入僵局中的南乡突然发现了希望，之后他故意谎称这个少年是他的亲戚，并以此空挡来缓冲刚刚过于激动的情绪。紧接着，南乡将这个完全没有接触过麻将的少年带入了这个血雨腥风的世界。

## 登場人物

### 主角
- 赤木茂

聲：萩原圣人、台灣配音：賀宇傑、電影：柏原崇、電視劇：本鄉奏多
銀髮少年。初次登場為13歲。有著過人的冷靜和膽識。
於動畫第8話時已19歲，會抽煙，拳腳功夫了得。
因為夜間飆車造成車禍的嫌疑犯之一。在當南郷的代打前從未打過麻將，因為擔任代打而讓自身麻將的才能覺醒。
在鷲巢麻將的最後，鷲巢岩實際上已經獲勝，但因其被抽血過多而無法宣告碰牌，隨後倒下，赤木因此取得形式上的勝利，但赤木並不認同自己勝利，認為自己只是活下來而已，之後放棄自己贏得的金錢並離開。
隨後的三年之中帶著阿治輾轉於日本各地的賭場賭博(同時也為了躲避鷲巢岩的追捕)，雖然自稱不想再碰上讓其吃虧的鷲巢，但其實心裡一直期待能與鷲巢不期而遇。
為福本伸行筆下最強的麻將士。
- 安冈

聲：玄田哲章、電影：寺田農、電視劇：神保悟志
追擊夜間飆車嫌疑犯的警察。
因為被赤木的天才氣質所吸引，不僅沒有逮捕他，甚至在之後，赤木的許多比賽都是他準備的。
除了赤木外，也與許多黑道等黑社會人士有交集，屬於不良的警察。
- 旁白

聲：古谷徹、電影：田中信夫

### 黑幫和代打者
- 南鄉

聲：小山力也、電影聲：尾藤功男
因為負債300多萬而打賭博麻將的人。在快輸之際讓赤木代打，意外讓赤木的麻將才能覺醒。
於動畫第8話得知，在赤木與市川對決後的六年內金盆洗手，已不再靠麻將賭博。
- 龍崎

聲：中田浩二、電影：小木茂光
最開始和南鄉賭博的黑社會人士。
也是赤木最初的對手，在赤木的麻將能力覺醒後被迅速擊倒。
- 丸眼鏡

聲：臼井孝康
屬川田組，龍崎的心腹。
- 矢木圭次

聲：高木涉、電影：松重豐
龍崎的代打，麻將能力上佳，雖一見到赤木就直覺認定是小孩而瞧不起。但兩局之後立馬改觀。
在與赤木打麻將時發現赤木作為新手的弱點，但最後被赤木擊潰到自信心全失。
黑崎
聲：內田直哉
川田組的年輕首領。
- 市川

聲：田中秀幸
盲人麻將士。擁有和赤木類似的氣質。被赤木評價為：「原來如此，是比矢木高出好幾個階級的對手啊。」
打牌風格屬於傳統式。
在與赤木的對決中，被赤木的不合理性和牌徹底擊潰，同時也導致赤木失去對等的對手並使赤木神隱六年。
假赤木 / 平山幸雄
聲：佐藤銀平
於動畫第8話登場，是安岡找來幫忙川田代打麻將的高手，安岡為了讓其有噱頭，而讓自己變成了赤木；對於麻將排列組合與其積慮和記憶的能力近乎完美，並於動畫第9話時和赤木賭博要求其做出四向聽暗牌麻將時失敗。
川田
聲：川久保潔、電影：中尾彬
- 石川

聲：福田信昭
浦部
聲：風間杜夫、電影：古田新太
仰木武司
聲：二又一成、電視劇：田中要次
黑道稻田組的老大。
見鷲巢在隱瞞事蹟消耗太多金錢，認為時機已到派赤木討罰鷲巢。
倉石
聲：原康義

### 一般人
- 治

聲：佐藤雄大
赤木打工的地方的打工仔之一。
工資經常被古谷等人以賭博方式奪取。
看到古谷等人被赤木打敗後，對赤木產生仰慕之情。
曾在不知道是賭博的情況下參與黑道的麻將對決。因為不知情，打出來的成績可以和專業比擬。但是當知道賭注金額以後，就整個失常。
- 古谷

聲：中村悠一
赤木打工的地方的前輩之一。會和田原、川島一起利用麻將奪走新人的工資。
最後和田原、川島一起，三人的工資、存款等都輸給赤木。
- 田原

聲：三宅健太
古谷的同夥之一。
- 川島

聲：黑田崇矢
古谷的同夥之一。帶著眼鏡，有著一頭捲髮。
在和治的比賽中，擔任「輸家」的角色。
會用「偷樑換柱」的作弊方式。

- 平山幸雄

聲：佐藤銀平
安冈找來的假赤木。
本身的打法是靠著概率的。被赤木評為二流。
缺乏身為賭徒的某種特質。
最後在與鷲巣賭命的賭博中死亡。屍體在埋於山中時被發現。
- 川田組長

聲：川久保潔
黑道川田組組長。
光頭
- 浦部

聲：風間杜夫
黑道藤澤組的麻將代打。
初登場是和山平幸雄決勝負，輕易擊垮山平幸雄後和赤木對決。
在和山平幸雄對決過程中，以提高賭注的方式給對方壓力。但也因為最後輸給赤木的價格接近天價，所以受到嚴重懲罰。
- 藤澤組長

聲：家弓家夫
黑道藤澤組組長。有著銀色的平頭。
因為浦部把賭注提高過多所以才來觀戰。
仲井純平
去麻將莊掙錢生計的男人。個性強勢。說九州腔。動畫未登場。

### 鷲巢一派
- 鷲巢巖

聲：津波山正種、電視劇：津川雅彥
原本是一名警員，雖然不斷在警界嶄露頭角，但因為預料到了二戰而提前辭職。
戰後設立顧問公司。並利用戰前得知的許多醜聞等情報來賺取許多金錢，使自己成為同時擁有錢、政治企業後盾的日本黑暗帝王。
在老年因為對死的恐懼而忌妒年輕人，並藉由「鷲巢麻將」殘殺許多年輕人。
事跡敗露後，雖然藉由金錢讓自己逃過法網，但是也因此失去許多「力量」。讓仰木有機會可以討罰。
在鷲巢麻將中抽走赤木不少血液，甚至一度讓其瀕臨死亡，但自己的資金也被赤木贏光，隨後被迫賭上血液，亦被赤木逼至瀕死。
鷲巢麻將最後，鷲巢岩實際上已經勝利(碰牌後可以讓鈴木送胡)，但因失血過多而無力碰牌，之後倒下，並由部下們極力搶救。醒來後看到桌上還留著一份鉅款，經部下解釋後認為赤木在憐憫自己，於是在餘生都在不斷的追捕赤木，欲與其再分出高下。
- 岡本/吉岡

聲：三宅健太、電視劇：郭智博
鷲巢的部下之一。容易因說錯話而被鷲巢揍。
- 鈴木

電視劇：笠原秀幸
鷲巢的部下之一。在鷲巢與赤木的對決中支援鷲巢，在鷲巢倒下後擅自作主宣告投降，與其他部下一同搶救鷲巢。

## 用語

### 鷲巢麻將
鷲巢宅邸專用的麻將規則。基礎上與普通麻將相同，但因為道具關係而追加許多特殊規則：
1. 使用的麻將牌為鷲巢麻將專用牌。麻將34種牌中，每種都有三張牌是透明牌；一張普通牌。
2. 鷲巢麻將使用特殊桌子來玩，桌中間有個洞。被輪到的一方每次都從洞中取牌。桌子是能夠自動洗牌的。
3. 不堆山牌。
4. 摸牌時要戴特殊手套以防止摸牌。
5. 寶牌、裡寶牌、槓寶牌的取得，均由公證人在洗牌後，從桌洞中取出。
6. 遊戲進行半莊六回

另外，鷲巢麻將也有特殊的賭博方式：
1. 以「1cc=1萬日幣」的比例，每輸一百點籌碼就（對手）損失1cc的血量或（鷲巣）損失1萬日幣。
2. 金錢、血都在半庄後結算，對手可以選擇少領取錢來將損失的血放回身體。
3. 若在半莊六回內對手仍舊活著，對手可以拿走所有贏取的錢；反之，若是中途死亡則錢仍歸鷲巢。
  - 對人而言，1500cc的損失算極限，損失2000cc則必死無疑。
4. 若鷲巢為第一位；對手最後位，加上1:3的勝負點計算，反之亦然。
  - 在與赤木的對決中，這比例變為1:10

## 出版書籍
| 卷數 | 竹書房 | 竹書房         | 竹書房                 |
| 卷數 | 副標題 | 發售日期       | ISBN                   |
| ---- | ------ | -------------- | ---------------------- |
| 1    |        | 1992年4月24日  | ISBN 4-88475-574-X     |
| 2    |        | 1992年12月9日  | ISBN 4-88475-620-7     |
| 3    |        | 1993年9月29日  | ISBN 4-88475-673-8     |
| 4    |        | 1994年6月27日  | ISBN 4-88475-723-8     |
| 5    |        | 1995年4月17日  | ISBN 4-88475-799-8     |
| 6    |        | 1996年1月27日  | ISBN 4-8124-5005-5     |
| 7    |        | 1997年7月10日  | ISBN 4-8124-5138-8     |
| 8    |        | 1998年4月27日  | ISBN 4-8124-5193-0     |
| 9    |        | 1999年2月27日  | ISBN 4-8124-5281-3     |
| 10   |        | 1999年11月27日 | ISBN 4-8124-5333-X     |
| 11   |        | 2001年8月27日  | ISBN 4-8124-5544-8     |
| 12   |        | 2002年1月26日  | ISBN 4-8124-5616-9     |
| 13   |        | 2002年6月27日  | ISBN 4-8124-5670-3     |
| 14   |        | 2003年3月27日  | ISBN 4-8124-5792-0     |
| 15   |        | 2004年2月27日  | ISBN 4-8124-5917-6     |
| 16   |        | 2004年9月27日  | ISBN 4-8124-6022-0     |
| 17   |        | 2005年6月7日   | ISBN 4-8124-6187-1     |
| 18   |        | 2006年2月27日  | ISBN 4-8124-6436-6     |
| 19   |        | 2007年1月17日  | ISBN 978-4-8124-6549-3 |
| 20   |        | 2007年7月17日  | ISBN 978-4-8124-6711-4 |
| 21   |        | 2008年4月26日  | ISBN 978-4-8124-6820-3 |
| 22   |        | 2009年2月17日  | ISBN 978-4-8124-7035-0 |
| 23   |        | 2009年10月5日  | ISBN 978-4-8124-7165-4 |
| 24   |        | 2010年6月11日  | ISBN 978-4-8124-7287-3 |
| 25   |        | 2011年7月27日  | ISBN 978-4-8124-7640-6 |
| 26   |        | 2012年7月17日  | ISBN 978-4-8124-7744-1 |
| 27   |        | 2013年7月17日  | ISBN 978-4-8124-8344-2 |
| 28   |        | 2013年12月10日 | ISBN 978-4-8124-8469-2 |
| 29   |        | 2015年3月2日   | ISBN 978-4-8019-5202-7 |
| 30   |        | 2015年8月1日   | ISBN 978-4-8019-5335-2 |
| 31   |        | 2016年5月16日  | ISBN 978-4-8019-5521-9 |
| 32   |        | 2016年9月26日  | ISBN 978-4-8019-5636-0 |
| 33   |        | 2016年12月15日 | ISBN 978-4-8019-5704-6 |
| 34   |        | 2017年4月15日  | ISBN 978-4-8019-5908-8 |
| 35   |        | 2017年11月1日  | ISBN 978-4-8019-6094-7 |
| 36   |        | 2018年6月27日  | ISBN 978-4-8019-6308-5 |

鬥牌解說書
- （插畫：福地 誠）

| 卷數 | 竹書房        | 竹書房             | 竹書房 |
| 卷數 | 發售日期      | ISBN               |        |
| ---- | ------------- | ------------------ | ------ |
| 1    | 1999年5月17日 | ISBN 4-8124-5282-1 |        |
| 2    | 2000年7月27日 | ISBN 4-8124-5420-4 |        |
| 3    | 2001年7月27日 | ISBN 4-8124-5539-1 |        |

漫畫選集
2011年8月10日發售、ISBN 978-4-8124-7641-3

## 真人电影
共有《鬥牌傳赤木》與《雀魔赤木》兩部。前一部於1995年製作・發售。後一部於1997年製作・發售。

### 製作團隊
- 製作・發售：竹書房、瀧公司（《雀魔赤木》）
- 原作：福本伸行
- 製作總指揮：飯田讓治
- 製作：高橋一平
- 監督：舞原賢三
- 脚本：田邊滿
- 企画：伊藤明博、山地浩
- 監督：舞原賢三

## 電視動畫

### 製作團隊
- 原作 - 福本伸行
- 監督 - 佐藤雄三
- 監督助手 - 田中洋之
- 構成 - 高屋敷英夫
- 角色設計 - 梅原隆弘
- 色彩設計 - 大野春恵
- 美術監督 - 横松紀彦
- 攝影監督 - 奈良井昌幸、Jung,Hee-mok、Oh,Seong-ha
- 編輯 - 寺内聰
- 音樂 - 谷內秀基
- 音響監督 - 本田保則
- 製作人 - 中谷敏夫、田村学、丸山正雄
- 動畫製作人 - 篠原昭、白井勝也
- 動畫制作 - Madhouse
- 製作著作 - 日本電視台、VAP、預報通訊

### 主題曲
片頭曲

歌：古井戶
片尾曲
（第1話 - 第13話）
歌：Maximum The Hormone
〈S.T.S.〉（第14話 - 第26話）
歌：The Animals

### 各話列表
| 話数 | 標題 | 劇本       | 分鏡       | 演出                       | 作画監督                                       | 總作画監督        | 放送日期       |
| ---- | ---- | ---------- | ---------- | -------------------------- | ---------------------------------------------- | ----------------- | -------------- |
| 1    |      | 高屋敷英夫 | 佐藤雄三   | 伊藤智彦                   | Kim,Dong-joon                                  | 梅原隆弘          | 2005年 10月4日 |
| 2    |      | 筆安一幸   | 佐藤雄三   | 田中洋之                   | Kim,Gi-du                                      | 梅原隆弘          | 10月11日       |
| 3    |      | 筆安一幸   | 鹿島典夫   | 鹿島典夫                   | 繁田亨                                         | 高田晴仁          | 10月18日       |
| 4    |      | 浦畑達彦   | 增原光幸   | 長崎健司                   | Jang,Kil-yong                                  | 梅原隆弘 高田晴仁 | 10月25日       |
| 5    |      | 浦畑達彦   | 伊藤智彦   | 伊藤智彦                   | Kim,Dong-sik                                   | 梅原隆弘          | 11月1日        |
| 6    |      | 浦畑達彦   | 田中洋之   | 田中洋之                   | Kim,Gi-du                                      | 梅原隆弘          | 11月8日        |
| 7    |      | 浦畑達彦   | 增原光幸   | 島崎奈奈子                 | Kim,Dong-joon                                  | 梅原隆弘          | 11月15日       |
| 8    |      | 廣田光毅   | 高橋敦史   | 若林漢二                   | Jang,Kil-yong                                  | 梅原隆弘          | 11月22日       |
| 9    |      | 廣田光毅   | 鹿島典夫   | 鹿島典夫                   | 繁田亨                                         | 高田晴仁          | 11月29日       |
| 10   |      | 筆安一幸   | 蘆野芳晴   | 池田重隆                   | Kim,Dong-sik                                   | 高田晴仁          | 12月6日        |
| 11   |      | 筆安一幸   | 坂田純一   | 中村亮介                   | Kim,Gi-du                                      | 梅原隆弘          | 12月13日       |
| 12   |      | 浦畑達彦   | 新留俊哉   | 島崎奈奈子                 | Kim,Dong-jun                                   | 高田晴仁          | 12月20日       |
| 13   |      | 浦畑達彦   | 青山弘     | 若林漢二                   | Kim,Dong-sik                                   | 梅原隆弘          | 12月27日       |
| 14   |      | 高屋敷英夫 | 高橋敦史   | 四辻たかお                 | Jang,Kil-yong                                  | 高田晴仁          | 2006年 1月3日  |
| 15   |      | 浦畑達彦   | 増原光幸   | 池田重隆                   | Oh,Eun-soo Kim,Dong-sik Jang,Kil-yong 高田晴仁 | 梅原隆弘          | 1月10日        |
| 16   |      | 筆安一幸   | 田中洋之   | 田中洋之                   | Jang,Gil-yong Son,Gil-young                    | 高田晴仁 梅原隆弘 | 1月17日        |
| 17   |      | 廣田光毅   | 島崎奈奈子 | 島崎奈奈子                 | Kim,Dong-jun                                   | 高田晴仁          | 1月24日        |
| 18   |      | 廣田光毅   | 新留俊哉   | 中村亮介                   | Jang,Hee-kyu                                   | 梅原隆弘          | 1月31日        |
| 19   |      | 廣田光毅   | 坂田純一   | 山内東生雄                 | Kim,Hyeon-joon Kim,Dong-jun                    | 高田晴仁          | 2月7日         |
| 20   |      | 浦畑達彦   | 若林漢二   | 若林漢二                   | Oh,Eun-soo Jang,Gil-yong                       | 梅原隆弘          | 2月14日        |
| 21   |      | 筆安一幸   | 伊藤智彦   | 池田重隆                   | Oh,Eun-soo Jang,Gil-yong                       | 梅原隆弘          | 2月21日        |
| 22   |      | 筆安一幸   | 島崎奈奈子 | 島崎奈奈子                 | Kim,Dong-jun                                   | 高田晴仁 梅原隆弘 | 2月28日        |
| 23   |      | 廣田光毅   | 青山弘     | 佐藤雄三 田中洋之 若林漢二 | Jang,Hee-kyu                                   | 梅原隆弘          | 3月7日         |
| 24   |      | 廣田光毅   | 蘆野芳晴   | 山内東生雄 島崎奈奈子      | Kim,Dong-sik                                   | 梅原隆弘 高田晴仁 | 3月14日        |
| 25   |      | 高屋敷英夫 | 田中洋之   | 田中洋之                   | Jang,Kil-yong Kim,Dong-sik                     | 梅原隆弘 高田晴仁 | 3月21日        |
| 26   |      | 高屋敷英夫 | 佐藤雄三   | 佐藤雄三                   | Jang,Kil-yong Kim,Dong-sik                     | 梅原隆弘 高田晴仁 | 3月28日        |

### 放送局
| 放送局              | 放送日時              | 放送期間                       | 備考               |
| ------------------- | --------------------- | ------------------------------ | ------------------ |
| 日本電視網          | 週二 24:50 - 25:20    | 2005年10月4日 - 2006年3月28日  | 製作局             |
| 札幌電視台          | 週五 26:35 - 27:05    | 2005年10月7日 - 2006年4月21日  |                    |
| 中京電視台          | 週一 25:59 - 26:29    | 2005年10月17日 - 2006年4月24日 |                    |
| 讀賣電視台          | 週一 25:43 - 26:13    | 2005年10月24日 - 2006年4月10日 | MONDAY PARK 第1部  |
| 日本電視台PLUS&科學 | 週三 24:30 - 25:00 等 | 2006年2月1日 - 7月3日          | CS                 |
| MONDOTV             | 週二 21:00 - 21:30 等 | 2011年10月4日 - 12月27日       | CS台連續兩話播出。 |

## 電視劇
於BS SKYPER2015年7月17日週五晚間九點播出，全10話。續集為「龍崎・矢木篇」及「市川篇」改編，同樣於BS SKYPER2017年10月週五晚間九點播出，2018年5月週五晚間九點播出「鷲巢麻將完結篇」。

### 製作團隊
- 導演：岩本仁志、久保田充
- 劇本：田邊滿
- 主題歌：湘南乃風「DON'T BE AFRAID」[1]

## 外部連結
- （日語） 動畫官方網頁 （页面存档备份，存于）
- （日語） 電視劇官方網頁 （页面存档备份，存于）

## 備註
1. 1 2 3 4 5 6  . シネマトゥデイ. 2015-06-09  [2015-06-10]. （原始内容存档于2016-03-04）.
2. ↑  . Mantan-web. 2017-07-28  [2017-07-29]. （原始内容存档于2019-05-15）.